# Локомотиви БДЖ серия 16.00
Локомотивите серия 16.00 са строени през годините на Втората световна война и къс период след нея. Те са втората основна военновременна серия (DR серия 42.000), произвеждана за нуждите на германските железници (първата е серия 15.00, (DR 52.000)). Локомотивите, експлоатирани в БДЖ са строени в WLF – Floridsdorf през 1947 – 1949 г. и са закупени на старо през 1952 г.
В сравнение със серия 15.00 при тези локомотиви е реализирано по-голямо осно натоварване, по-голяма скарна и изпарително повърхност и по-голям диаметър на парните цилиндри. Конструкцията на ходовата част позволява постигането на 80 км/ч, включително и при движение назад.
Локомотивите са оборудвани с автоматична и директна въздушна спирачка. Спирателни са всички сцепни и тендерни колооси. Ръчната спирачка действа само върху тендера. Той е четириосен, тип „лодка“ (като на серия 15.00) и е поставен на две двуосни талиги. След 1960 г. всички локомотиви са преустроени на смесено мазутно-въглищно горене. Изобщо първият локомотив в БДЖ, преустроен на смесено горене е 16.17 през 1955 г.
Веднага след доставката си заменят локомотивите серия 19.00 за обслужване на пътнически и товарни влакове по участъка Горна Оряховица - Стара Загора. След 1970 г., започват да се изваждат в резерв, а една част са продадени на външни на БДЖ предприятия. През 1994-95 г. са бракувани и последните представители на серията. Запазени са:
- локомотив 16.01 е възстановен за движение под пара през 2005 г.;
- локомотиви 16.15, 16.18 и 16.19 са продадени за музейни експонати в Австрия през 1995 г.;
- локомотив 16.16 е продаден на Баварския музей в Nördlingen (Германия) през 1993 г.;
- локомотив 16.27 е обявен за музеен, през 2014 г. е решено да се възстанови като действащ музеен локомотив.

## Експлоатационни и фабрични данни за локомотивите серия 16.00[1]
| Експлоатационен номер | Експлоатационен номер | фабр. №/ година | Бележки                                                 |
| в „DR“                | в „БДЖ“               | фабр. №/ година | Бележки                                                 |
| --------------------- | --------------------- | --------------- | ------------------------------------------------------- |
| 42 2761               | 16.01                 | 17647/1949      | Бракуван 1993 г. Възстановен като действащ през 2005 г. |
| 42 2762               | 16.02                 | 17648/1949      | Бракуван 1994 г.                                        |
| 42 2763               | 16.03                 | 17649/1949      | Бракуван 1985 г.                                        |
| 42 2764               | 16.04                 | 17650/1949      | Продаден 1975 г. на СМЕК-Перник                         |
| 42 2765               | 16.05                 | 17651/1949      | Продаден 1975 г. на СМЕК-Перник                         |
| 42 2766               | 16.06                 | 17652/1949      | Бракуван 1994 г.                                        |
| 42 2767               | 16.07                 | 17653/1949      | Бракуван 1994 г.                                        |
| 42 2758               | 16.08                 | 17644/1948      | Бракуван 1985 г.                                        |
| 42 2757               | 16.09                 | 17643/1948      | Бракуван 1993 г.                                        |
| 42 2759               | 16.10                 | 17645/1949      | Бракуван 1994 г.                                        |
| 42 2760               | 16.11                 | 17646/1949      | Бракуван 1993 г.                                        |
| 42 2756               | 16.12                 | 17642/1948      | Продаден 1974 г. на СМЕК-Перник                         |
| 42 2769               | 16.13                 | 17655/1949      | Бракуван 1993 г.                                        |
| 42 2752               | 16.14                 | 17638/1948      | Бракуван 1993 г.                                        |
| 42 2754               | 16.15                 | 17640/1948      | Бракуван 1993 г. Продаден 1995 г. на музей в Австрия    |
| 42 2768               | 16.16                 | 17654/1949      | Бракуван 1993 г. Продаден 1993 г. на музей в Германия   |
| 42 2755               | 16.17                 | 17641/1948      | Бракуван 1993 г.                                        |
| 42 2753               | 16.18                 | 17639/1948      | Бракуван 1993 г. Продаден 1995 г. на музей в Австрия    |
| 42 2750               | 16.19                 | 17636/1948      | Бракуван 1993 г. Продаден 1995 г. на музей в Австрия    |
| 42 2751               | 16.20                 | 17637/1948      | Продаден 1974 г. на СМЕК-Перник                         |
| 42 2771               | 16.21                 | 17657/1949      | Бракуван 1993 г.                                        |
| 42 2770               | 16.22                 | 17656/1949      | Бракуван 1993 г.                                        |
| 42 2748               | 16.23                 | 17634/1948      | Бракуван 1994 г.                                        |
| 42 2749               | 16.24                 | 17635/1948      | Бракуван 1993 г.                                        |
| 42 2730               | 16.25                 | 17616/1948      | Бракуван 1993 г.                                        |
| 42 2744               | 16.26                 | 17630/1948      | Продаден 1974 г. на СМЕК-Перник                         |
| 42 2746               | 16.27                 | 17632/1948      | Бракуван 1993 г. обявен за музеен 2001 г.               |
| 42 2747               | 16.28                 | 17633/1948      | Продаден 1975 г. на СМЕК-Перник                         |
| 42 2772               | 16.29                 | 17658/1949      | Продаден 1988 г. на „Метрострой“ – София                |
| 42 2723               | 16.30                 | 17606/1947      | Бракуван 1993 г.                                        |
| 42 2745               | 16.31                 | 17631/1948      | Бракуван 1993 г.                                        |
| 42 2743               | 16.32                 | 17629/1948      | Бракуван 1993 г.                                        |
| 42 2720               | 16.33                 | 17603/1947      | обявен за музеен 1979 г.                                |